# 颜赣辉
顏贛輝（1962年2月—），男，漢族，江西崇仁人，中华人民共和国政治人物。江西財經學院計劃統计系工業統計專業畢業，大學學歷。

## 生平
1982年8月參加工作。1985年5月加入中國共產黨。大學畢業後到撫州地區政府單位工作，曾任金谿縣委書記、縣長。後來轉調上饒市，曾任市委常委、組織部部長。2005年1月，轉任宜春市委常委、副市長。2011年8月，成為萍鄉市委副書記。2013年9月，升為景德鎮市市長、市委副書記。2016年4月，出任上饒市市長、市委副書記。2017年6月，任宜春市委書記。2020年6月，卸任宜春市委書記，同時遭調查。
2020年6月8日，江西省紀委監委宣布顏贛輝涉嫌嚴重違紀違法，正在接受紀律審查和監察調查。2021年2月9日，遭到开除党籍、开除公职处分。
2021年4月16日，顏贛輝因犯受贿罪，被新余市中級人民法院判處有期徒刑十一年，並處罰金人民幣二百萬元，對顏贛輝受賄所得贓款予以追繳，上繳國庫。检方指控顏贛輝利用擔任宜春市委常委兼副市長，萍鄉市委副書記，景德鎮市委副書記、市長，上饒市委副書記、市長，宜春市委書記等職務上的便利，為他人在企業經營、融資貸款、項目規劃開發、股權收購、職務提拔、崗位調整等事項上提供幫助，並利用本人職權或者地位形成的便利條件，通過其他國家工作人員職務上的行為，為請托人謀取不正當利益，直接或通過他人非法收受相關人員給予的財物，折合人民幣共計26,119,243元。